# 卜洲村
卜洲村是闽侯县祥谦镇辖下的一个行政村，含有洋里、富沙、中厝三个自然村。全村共有郑、叶、林、杨、陈、洪、孙等姓氏乡亲，多为先辈迁居于此。毗邻辅翼、山前、洋下、宏屿、南边，境内有多条河流。